# ميغيل لوبيز
ميغيل لوبيز (بالإسبانية: Miguel Pedro López)‏ (9 يونيو 1988 الأرجنتين - ) هو لاعب كرة قدم أرجنتيني يلعب كلاعب وسط.

## روابط خارجية
- ميغيل لوبيز على موقع الدوري الأمريكي (الإنجليزية)
- ميغيل لوبيز على موقع قاعدة بيانات كرة القدم.إي يو (الإنجليزية)
- ميغيل لوبيز على موقع Soccerway.com (الإنجليزية)